# Otto II de Schaumbourg
Otto II de Schaumbourg, né vers 1400 et mort le 1er juin 1464, fils d'Adolphe X de Holstein-Pinneberg et d'Hélène von Hoya. Il devient comte de Holstein-Pinneberg et du comté de Schaumbourg, comme successeur de son père, du 9 octobre 1426 jusqu'à sa mort.

## Union et postérité
Otto II épouse en 1418 Elisabeth de Honstein (1401-1468), fille d'Ernest II de Honstein (1380-1426) et d'Anne Sophie de Stolberg (1380-1436), qui lui laisse une large descendance, dont six fils qui se succèdent comme comtes de Holstein-Schaumbourg :
- Adolphe XII († 1474) ;
- Eric Ier († 1492) ;
- Ernest († 1471), évêque de Hildesheim ;
- Henri († 1508), évêque de Minden ;
- Otto III († 1510) ;
- Antoine († 1526) ;
- Bernard, chanoine († 1464) ;
- Jean IV († 1527) ;
- Anne de Holstein († 1495), épouse de Bernard VII de Lippe († 1511) ;
- Mathilde de Holstein (1438-22 juillet 1468), qui épouse en premières noces, en 1463, Bernard II de Brunswick-Lunebourg (1431-1464) ; et en secondes noces, en 1466, Guillaume Ier de Brunswick-Wolfenbüttel (1392-1482). De ce second mariage, naît :
  - Othon (1468-1471).